# Шантийак
Шантийа́к (фр. Chantillac) — коммуна во Франции, находится в регионе Пуату — Шаранта. Департамент — Шаранта. Входит в состав кантона Бень-Сент-Радегонд. Округ коммуны — Коньяк.
Код INSEE коммуны — 16079.
Коммуна расположена приблизительно в 440 км к юго-западу от Парижа, в 150 км южнее Пуатье, в 50 км к юго-западу от Ангулема.

## Население
Население коммуны на 2008 год составляло 274 человека.
| 1962 | 1968 | 1975 | 1982 | 1990 | 1999 | 2008 |
| ---- | ---- | ---- | ---- | ---- | ---- | ---- |
| 434  | 451  | 410  | 332  | 319  | 277  | 274  |

## Администрация
| Период | Период | Фамилия       | Партия | Примечания |
| ------ | ------ | ------------- | ------ | ---------- |
| 1995   | 2008   | Жак Про       |        |            |
| 2008   |        | Жан-Люк Марро |        | фермер     |

## Экономика
В Шантийаке есть лесопилка и транспортная компания.
В 2007 году среди 162 человек в трудоспособном возрасте (15—64 лет) 121 были экономически активными, 41 — неактивными (показатель активности — 74,7 %, в 1999 году было 69,1 %). Из 121 активных работали 97 человек (55 мужчин и 42 женщины), безработных было 24 (11 мужчин и 13 женщин). Среди 41 неактивных 8 человек были учениками или студентами, 20 — пенсионерами, 13 были неактивными по другим причинам.

## Достопримечательности
- Крест на старом кладбище (XIV—XV века). Памятник истории с 1990 года[7]
- Приходская церковь Св. Иоанна Крестителя (XII век)
- Три мельницы

## Фотогалерея
- Церковь Св. Иоанна
- Крест на старом кладбище
- Здание вокзала